# Problema de Hilbert-Arnold
O problema de Hilbert-Arnold (ru:Проблема Гильберта — Арнольда) na teoria dos sistemas dinâmicos, também conhecido como versão infinitesimal do problema 16 de Hilbert é uma questão em aberto que diz respeito aos ciclos limite quando equações hamiltonianas são perturbadas. Grosso modo, ele pergunta o que acontece com uma família contínua de órbitas periódicas {\displaystyle \gamma } de uma equação hamiltoniana após uma perturbação. Algumas versões simplificadas do problema de Hilbert-Arnold foram resolvidas, mas o problema original ainda está em aberto.